# Chusco (pan)

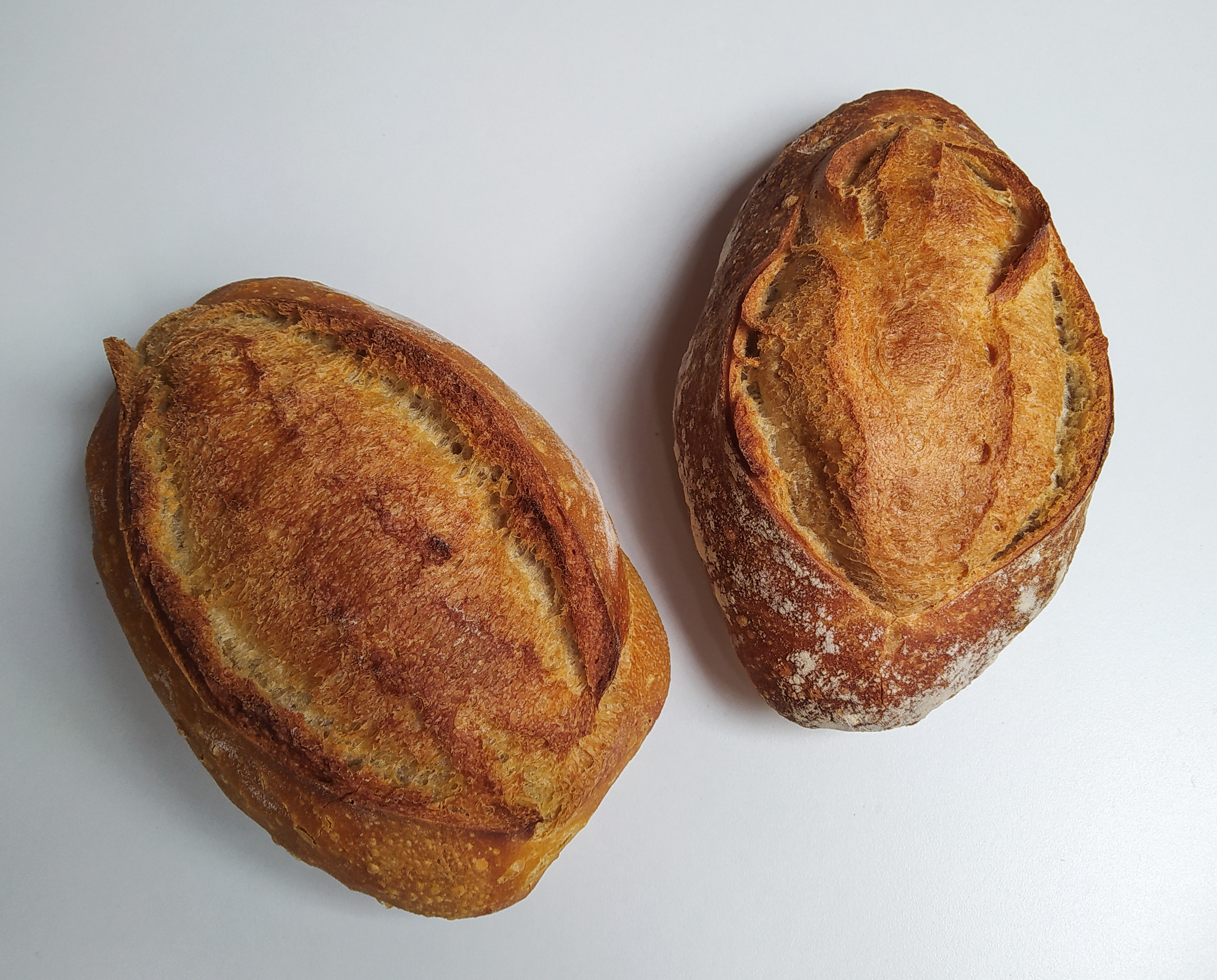
Dos chuscos

El chusco es un formato de pan típico en España. Generalmente es un pan de flama entre la hogaza redonda y la barra, pues posee una forma oblonga, y un tamaño mediano o relativamente grande. Dependiendo del obrador, el chusco puede tener sus curruscos (extremos) acabados en punta o redondeados. La greña del chusco es un único corte a lo largo del pan. 
También es llamado «pan de guerra» o «pan de munición» porque era el pan que se les daba a los soldados antiguamente. De hecho, en el argot militar de España, se le dice despectivamente «chusquero» al oficial que procede de la clase de tropa (un 'reenganchado') y que no ha pasado por las academias militares. En España, el chusco es recordado por los hombres que vivieron el servicio militar obligatorio («la mili»), obligación que se acabó en marzo de 2001. Durante la Guerra Civil y el franquismo, el chusco se repartía como parte del racionamiento estatal. Casi siempre se hacía a base de trigo, pero en las épocas de escasez se mezclaba con harina de centeno, de maíz, de cebada o incluso con harinas más raras y poco panificables como las de legumbres.
En Aragón, el pan chusco se considera un pan tradicional de toda la región y en particular de Tarazona, Híjar y Valderrobres. El Gobierno aragonés lo protegió con el sello C'Alial, una marca de garantía en cuya normativa se especifica la elaboración del chusco. Es uno de los cuatro panes etiquetados como C'Alial, junto con el pan de cinta, el de cañada y el de pintera. En catalán se le conoce como xusco y también es un pan típico de Cataluña. 

## Nota
1. ↑  «Formado del chusco: la pieza será alargada, con las puntas redondeadas y se colocará sobre unas telas enharinadas para fermentar, de manera que el pliegue de la masa quede en la parte inferior, en contacto con la tela. / Fermentación final de al menos 90 minutos, según las condiciones ambientales. / Horneado y cocción: antes de proceder a la cocción se le dará la vuelta a la pieza y se hará un corte transversal a lo largo de la pieza. La cocción se realizará en un horno con solera de piedra. Las piezas se introducirán en el horno y se hornearán hasta obtener un color tostado oscuro». Boletín Oficial de Aragón, nº 106